# Grammia citrinaria
Grammia citrinaria är en fjärilsart som beskrevs av Berthold Neumoegen och Dyar 1893. Grammia citrinaria ingår i släktet Grammia och familjen björnspinnare. Inga underarter finns listade i Catalogue of Life.